# Gröpern 12 (Quedlinburg)

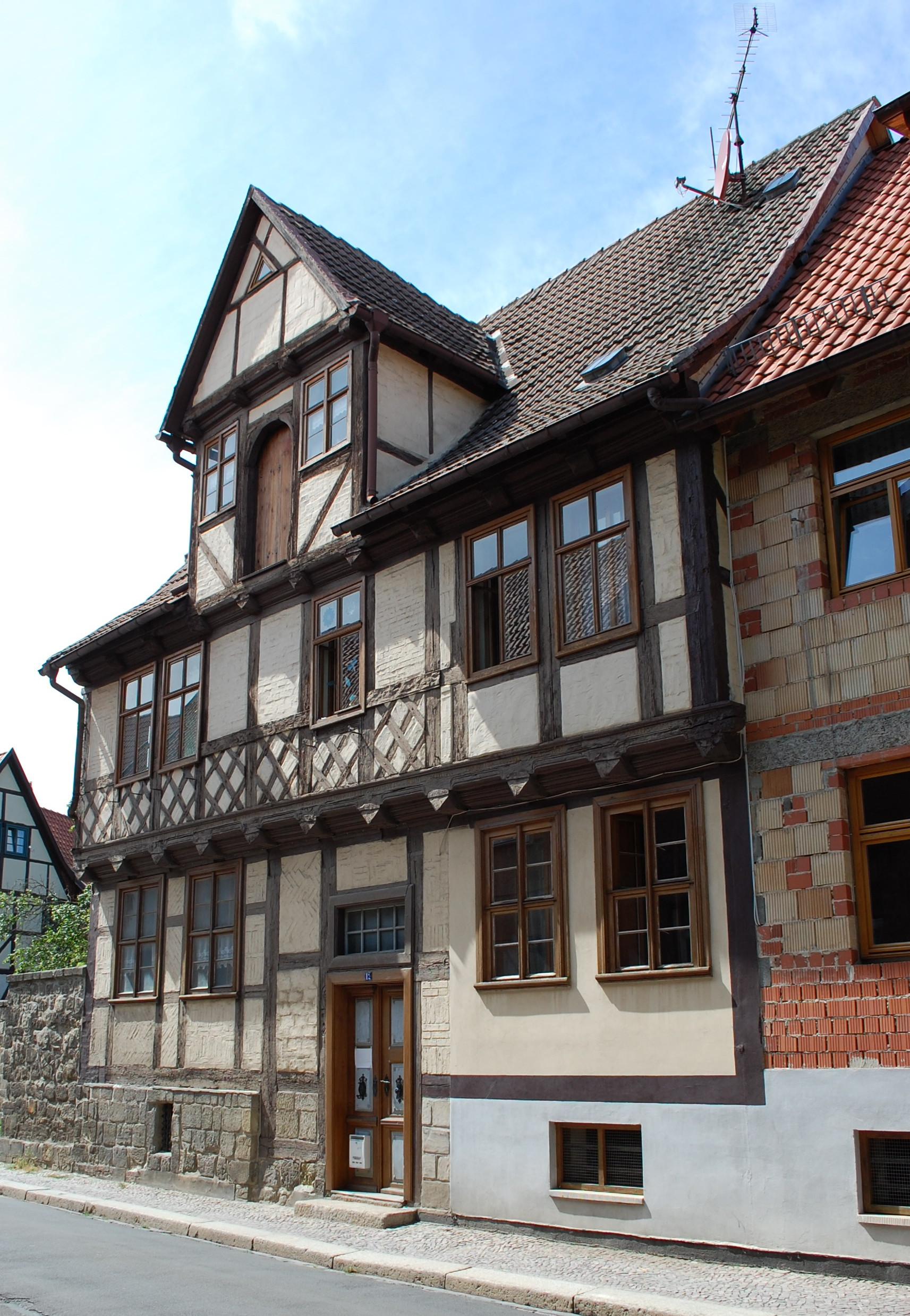
Gröpern 12

Das Haus Gröpern 12 ist ein denkmalgeschütztes Gebäude in Quedlinburg in Sachsen-Anhalt.

## Lage
Das im Quedlinburger Denkmalverzeichnis als Kaufmannshaus eingetragene Haus befindet sich nördlichen der Quedlinburger Altstadt auf der Westseite der Straße Gröpern. Es gehört zum UNESCO-Weltkulturerbe. 

## Architektur und Geschichte
Das zweigeschossige Fachwerkhaus wurde nach einer Inschrift 1686, nach anderen Angaben 1685, vom Quedlinburger Zimmermeister Andreas Rühle für Bernd Winkelmann und dessen Frau Magdalena Müller gebaut. Auf Rühle verweist die Benennung ANDREAS RUHLE ZIMMERMAN. Straßenseitig trägt das Gebäude ein Zwerchhaus mit eingefügter Ladeluke. Die Brüstung des Obergeschosses ist mit Rautenkreuzen verziert. An der Türrahmung finden sich Reste geschnitzter Ranken. An der Stockschwelle trägt das Haus eine Inschrift. Die Haustür mit Oberlicht stammt aus der ersten Hälfte des 19. Jahrhunderts.